# Liste des sites mégalithiques du Devon
Cette liste non exhaustive recense les principaux sites mégalithiques du Devon.

## Cartographie
Localisation des principaux sites mégalithiques du Devon
| : Complexes mégalithiques · : Alignements, henges, cromlechs · : Dolmens, menhirs, tumulus, cairns · |

## Liste
| Site                                    | Type              | District    | Notes                                                 | Coordonnées                 | Image |
| --------------------------------------- | ----------------- | ----------- | ----------------------------------------------------- | --------------------------- | ----- |
| Beardown Man                            | Menhir            | West Devon  |                                                       | 50° 35′ 58″ N, 3° 59′ 06″ O |       |
| Cairns de Bellever Tor (de)             | Cairns            | West Devon  | Une dizaine de cairns                                 | 50° 34′ 15″ N, 3° 55′ 06″ O |       |
| Ciste de Blakey Tor (de)                | Ciste             | West Devon  |                                                       | 50° 32′ 43″ N, 3° 57′ 32″ O |       |
| Cromlech de Brisworthy (en)             | Cromlech          | West Devon  |                                                       | 50° 28′ 16″ N, 4° 01′ 27″ O |       |
| Ciste de Chittaford Down (de)           | Ciste             | West Devon  |                                                       | 50° 35′ 56″ N, 3° 55′ 40″ O |       |
| Cairns de Corndon Down (de)             | Cairns            | Teignbridge | Quatre cairns                                         | 50° 33′ 10″ N, 3° 51′ 25″ O |       |
| Crock of Gold (de)                      | Cairn             | West Devon  |                                                       | 50° 32′ 28″ N, 3° 57′ 32″ O |       |
| Ciste de Crow Tor (de)                  | Ciste             | West Devon  |                                                       | 50° 35′ 28″ N, 3° 58′ 18″ O |       |
| Alignement de Cut Hill (de)             | Alignement        | West Devon  |                                                       | 50° 37′ 40″ N, 3° 58′ 55″ O |       |
| Down Tor (de)                           | Site mégalithique | West Devon  | Alignement et cromlech                                | 50° 30′ 22″ N, 3° 59′ 39″ O |       |
| Cromlech de Fernworthy (de)             | Cromlech          | West Devon  |                                                       | 50° 38′ 28″ N, 3° 54′ 14″ O |       |
| Grey Wethers (en)                       | Cromlechs         | West Devon  | Deux cromlechs adjacents                              | 50° 37′ 54″ N, 3° 55′ 33″ O |       |
| Grim's Grave (de)                       | Ciste             | South Hams  |                                                       | 50° 28′ 52″ N, 3° 57′ 26″ O |       |
| Grimspound                              | henge             | Dartmoor    |                                                       | 50° 36′ 48″ N, 3° 50′ 15″ O |       |
| Alignement de Holne Moor (de)           | Alignement        | South Hams  |                                                       | 50° 31′ 27″ N, 3° 52′ 44″ O |       |
| Hound Tor (de)                          | Cromlech          | Teignbridge |                                                       | 50° 35′ 42″ N, 3° 46′ 49″ O |       |
| Joan Ford's Newtake (de)                | Cairn             | West Devon  |                                                       | 50° 31′ 59″ N, 3° 55′ 57″ O |       |
| Cromlech de Lakehead Hill (de)          | Cromlech          | West Devon  |                                                       | 50° 34′ 53″ N, 3° 55′ 05″ O |       |
| Lakehead Hill East (de)                 | Site mégalithique | West Devon  | Ciste, alignement et cromlech                         | 50° 34′ 57″ N, 3° 54′ 55″ O |       |
| Ciste de Langcombe Brook 7 (de)         | Cromlech          | South Hams  |                                                       | 50° 29′ 07″ N, 3° 58′ 10″ O |       |
| Ciste de Leather Tor (de)               | Cromlech          | West Devon  |                                                       | 50° 30′ 28″ N, 4° 01′ 39″ O |       |
| Merrivale (en)                          | Site mégalithique | West Devon  | Un cromlech, un alignement, un menhir et deux avenues | 50° 33′ 11″ N, 4° 02′ 35″ O |       |
| Cairn de Money Pit (de)                 | Cairn             | Teignbridge |                                                       | 50° 32′ 59″ N, 3° 51′ 43″ O |       |
| Cromlech des Nine Maidens (en)          | Cromlech          | West Devon  |                                                       | 50° 43′ 00″ N, 3° 57′ 00″ O |       |
| Nine Stones (de)                        | Ring cairn (en)   | West Devon  |                                                       | 50° 43′ 07″ N, 3° 58′ 02″ O |       |
| Alignement de Piles Hill (de)           | Alignement        | South Hams  |                                                       | 50° 26′ 00″ N, 3° 53′ 48″ O |       |
| Alignement et cromlech de Ringmoor (en) | Cromlech          | West Devon  |                                                       | 50° 28′ 29″ N, 4° 01′ 33″ O |       |
| Roundhill Summit (de)                   | Ciste             | West Devon  |                                                       | 50° 33′ 11″ N, 3° 57′ 46″ O |       |
| Cairn de Roundy Park (de)               | Cairn             | West Devon  |                                                       | 50° 36′ 03″ N, 3° 55′ 27″ O |       |
| Cairns de Royal Hill (de)               | Cairns            | West Devon  | Cinq cairns                                           | 50° 32′ 00″ N, 3° 56′ 55″ O |       |
| Cromlech de Scorhill (en)               | Cromlech          | West Devon  |                                                       | 50° 40′ 14″ N, 3° 54′ 20″ O |       |
| Sharpitor                               | Sharpitor         | West Devon  |                                                       | 50° 30′ 56″ N, 4° 01′ 59″ O |       |
| Soussons Common (de)                    | Cromlech          | Teignbridge |                                                       | 50° 35′ 34″ N, 3° 52′ 23″ O |       |
| Spinsters' Rock (en)                    | Dolmen            | West Devon  |                                                       | 50° 42′ 08″ N, 3° 50′ 27″ O |       |
| Alignement de Stalldon (de)             | Alignement        | South Hams  |                                                       | 50° 26′ 40″ N, 3° 55′ 41″ O |       |
| Stalldown Barrow (en)                   | Alignement        | South Hams  |                                                       | 50° 26′ 31″ N, 3° 55′ 51″ O |       |
| Alignements de Yelland (en)             | Alignement        | North Devon | Deux alignements                                      | 51° 04′ 32″ N, 4° 09′ 18″ O |       |
| Cromlech de Yellowmead (en)             | Cromlech          | West Devon  |                                                       | 50° 29′ 35″ N, 4° 00′ 38″ O |       |